# Clinton (Missouri)
Pour les articles homonymes, voir Clinton.
La ville de Clinton est le siège du comté de Henry, dans l’État du Missouri, aux États-Unis. Sa population s’élevait à 9 008 habitants lors du recensement de 2010, estimée à 8 844 habitants en 2016.

## Personnalités
- Virgil Hill (1964-), boxeur, champion du monde.